# 주법상
주법상(중국어 간체자: 周法尚, 정체자: 周法尙, 556년 ~ 614년)은 남진, 북주, 수나라의 장군으로 자는 덕매(德邁)이며, 여남군 안성현(安成縣) 사람이다. 원래 남진에서 복무했으나 모함을 당해 북주로 망명하였다. 이후 국경 지대의 지방관을 돌며 수많은 군공을 세웠다. 육군과 수군을 모두 잘 다루었다.

## 생애

### 남진에서의 생활
어릴 적부터 병서를 즐겨 읽었고 과감하며 인품도 좋았다. 18살 때 시흥왕(始興王) 진숙릉(陳叔陵)의 중병참군(中兵參軍)이 되었고 얼마 안 있어 복파장군(伏波將軍)을 더하였다. 576년(태건 8년) 정주자사였던 아버지가 죽은 후에도 정주에서 수차례 전공을 세워 사지절(使持節) 정의장군(貞毅將軍), 산기상시(散騎常侍), 제창군사(齊昌郡事)에 임명되고 산음현후(山陰縣侯)에 봉해졌다. 식읍은 5,000호였다.

### 북주로의 망명
579년 평소 사이가 좋지 않았던 장사왕(長沙王) 진숙견(陳叔堅)이 주법상이 반란을 꾀한다고 선제에게 고해 잡아들이려 하므로 부하들과 함께 북주로 피하였다. 우문윤이 환대하여 순주자사(順州―, 지금의 후베이성 쑤이현), 귀의현공(歸義縣公), 식읍 1,000호, 말 5필, 기녀 5명, 비단 500단에 금대(金帶)까지 주었다. 남진에서는 번맹(樊猛)을 보내 주법상을 토벌하려 하였다. 이에 함께 귀순한 부하 중 한 명을 거짓으로 투항시켰다. 번맹은 주법상의 부하들이 남진으로 돌아오고 싶어하는 줄 착각하여 장강을 타고 빠르게 진군하였다. 주법상은 번맹이 두려운 척하며 웅크리고는 몰래 빠른 배들과 정예병들을 숨겼다. 이윽고 양군이 만나자 주법상은 뭍에 올라 수 리를 도망갔다. 번맹이 함정인 것도 모르고 배에서 내려 추격했다. 고촌(古村) 북쪽에 이르자 복병이 뛰쳐나와 번맹을 공격했다. 번맹이 급히 자신의 선단으로 내달았지만 그 배들 역시 숨어있던 주법상의 배들이 이미 취한 후였다. 대파하고 8,000명을 사로잡았다.
580년(대상 2년) 양견이 승상에 오르자 울지형(尉遲迥) 등이 군사적으로 반발하였다. 사마소난(司馬消難)도 이에 호응하여 단순(段珣)으로 하여금 순주를 취하게 했다. 주법상이 외부의 지원 없이 20일을 어렵게 버텼으나 끝내 성을 포기하고 도주할 수밖에 없었다. 사마소난은 주법상의 가족을 잡아 남진으로 넘어갔다.

### 남진의 멸망
581년(개황 원년) 양견이 황제에 올라 수나라를 세우자 파주자사(巴州―)가 되었다. 왕의(王誼)를 따라 진나라군을 격퇴해 형주총관(―總管), 4주제군사(四州諸軍事)에 오르고 초군공(譙郡公)으로 개봉됐으며 식읍은 2,000호로 늘어났다. 585년 금전주종(金鈿酒鍾) 1쌍, 비단 500단, 말 15필, 노비 300명, 북과 피리를 하사받았고 586년 황주총관의 자리에서 남정을 준비하였다. 588년 마침내 진왕(秦王) 양준 밑의 행군총관으로서 수군(水軍) 3만 명을 거느리고 번구(樊口)로 나아가 성주자사(城州―) 웅문초(熊門超)를 격파하였다.
589년 악주자사를 거쳐 영주총관(永州―)으로 발령받아 영남을 안집하였다. 진의 잔당인 계주자사(桂州―, 지금의 광시 좡족 자치구 구이린시) 전계경(錢季卿), 남강내사(南康―, 지금의 장시성 간저우시) 유선(柳璿), 서형주자사(西衡州―, 지금의 광둥성 칭위안시) 등고(鄧暠), 양산태수(陽山―) 모상(毛爽) 등은 항복시키고 정주자사 여자곽(呂子廓)은 무력으로 소탕한 공으로 비단, 노비, 보대, 말 등 많은 상을 받았다. 590년 계주총관 겸 영남안무대사로 옮겼다.

### 반란 토벌
입조하여 숙위하던 중 597년 계주에서 이광사(李光仕)가 거병하였다. 이를 토벌하기 위해 주법상은 영남의, 왕세적(王世積)은 영북의 군사를 모아 윤주에서 만나기로 했는데 왕세적의 군사들이 풍토병에 걸려 형주에서 내려오지 못했다. 주법상은 홀로 진군하였고 이광사는 백석동(白石洞)에서 농성하였다. 주법상이 반군의 가족들을 붙잡아 스스로 내려오는 자에게는 그 처자를 돌려주니 열흘 만에 수천 명이 항복해왔다. 수풀 속에 복병을 숨겨 저항하는 이광사를 궤멸시키고 참살하였다. 상으로 노비 150명, 황금 150냥, 은 150근을 받았다.
인수 연간 수주(遂州, 지금의 쓰촨성 쑤이닝시)의 요인(獠人)들이 들고일어났기에 평정하였다. 이번에는 수주(巂州)가 오만(烏蠻)에게 피해를 입었다. 정벌하러 가니 산속으로 숨어버려서 여의치 않았다. 가짜 관직을 내려주고 20리 정도 돌아가는 척하자 그 수령들이 방심하고 내려와 잔치를 벌였다. 바로 보병과 기병 수천 명을 뽑아 들이쳐서 수천 명을 사로잡고 남녀 만여 명도 포획하였다. 촉마(蜀馬) 20필 등 또 많은 상과 검교노주사(檢校潞州事)를 받았다.

### 양제 즉위
604년 양제가 즉위하면서 운주자사(雲州―)를 맡았다. 607년(대업 3년) 군제가 부활하여 운주는 정양군(定襄郡)으로 고쳐졌으며 금자광록대부(金紫光祿大夫)를 받았다. 양제가 유림(楡林)으로 순행했길래 행궁으로 가 알현하였다. 태부경(太府卿) 원수(元壽)가 한 무제의 옛 일을 들어 ‘24개 군을 하루에 한 군씩 30리 간격으로 출병시킨다면 서로 깃발을 바라보고 징과 북소리가 들려 천 리가 끊어지지 않고 그 규모도 엄청날 것’이라 하였다. 주법상은 그렇지 않다며 ‘산천 이동 중에 갑작스레 사태가 발생하면 사분오열할 것이고 이 일을 선두와 후미는 알지 못할 뿐더러 길은 험하고 멀어 서로 구하기가 어려우니 이는 패배로 가는 길’이라 하였다. 또 ‘방진을 짜서 수레로는 구진(鉤陳)과 같은 방벽을 쌓고 사면을 육궁과 백관의 가속들도 함께 방어하며 한편으로는 별동대를 운용하여 습격한다면 이는 성에서 웅거하는 것과 같다. 이긴다면 기병으로 추격하고 불리해도 그저 지키기만 하면 되니 이것이야말로 깨지지 않는 만전지책’이라 하였다. 이에 좌무위장군(左武衛―)에 임명되고 말과 비단을 받았다.
608년 검안의 이민족 상사다(向思多)가 녹원(鹿愿)을 죽이고 그 태수 소조(蕭造)를 포위하였다. 이경(李景)과 다른 길로 함께 나아가 청강(淸江)에서 깨트리고 3,000명을 베었다. 토욕혼 정벌에도 참여하여 별도로 송주도(松州道)에서 청해(靑海)에 이르기까지 달아나는 자들을 추포하였다. 많은 상을 받고 돈황태수를 겸했다가 회령태수(會寧―)로 옮겼다.

### 여수전쟁
612년 제2차 여수전쟁에서는 24개의 군 중 좌(左) 제10군 조선도(朝鮮道)군을 담당했고 내호아가 강회(江淮)의 수군(水軍)을 이끌고 평양을 직공할 때 그 부총관으로서 수행하였다. 패수(浿水, 지금의 대동강)로 들어가 평양이 60리 남은 지점에서 고구려군을 대파하자 내호아가 승세를 몰아 바로 짓쳐 들어가려 하였다. 이에 육군을 기다려 협공해야 한다고 간언했으나 내호아는 듣지 않고 4만 명을 골라 성으로 진격하였다. 영양왕의 동생 고건무가 그런 내호아를 성내로 유인하여 섬멸하였다. 내호아와 수천 명만이 간신히 빠져나왔고 배에 남아있던 주법상이 진영을 정비하여 이들을 맞아들였다. 이후 별다른 기동을 하지 못하고 포구에 주둔하다가 살수에서의 패배를 듣고는 철수하였다.
613년 제3차 여수전쟁에서도 내호아의 부장으로서 동래에 닿았는데 양현감이 난을 일으켜 동도가 위험에 빠졌다. 아직 양제의 명령이 떨어지지 않았으므로 회군해서는 안된다고 진언했지만 내호아는 군을 돌려 동도로 향했다. 다행히 중간에 칙서가 내려왔고 우문술 등과 난을 진압한 공으로 우광록대부로 승진하였다. 제군(齊郡) 장백산(長白山)을 근거지로 세력이 엄청나게 커진 농민 반란군 왕박(王薄), 맹양(孟讓)과도 싸웠다. 614년 또 고구려를 향해 서해로 나서다가 군중에서 병사하였다. 나이 59세였다. 무위대장군을 증직하고 시호는 희(僖)라 하였다.

## 가계
- 할아버지 : 주령기(周靈起)
  - 아버지 : 주경(周炅)
    - 형 : 주법승(周法僧)
    - 본인 : 주법상
      - 장남 : 주소기(周紹基)
      - 막내 : 주소범(周紹範)
        - 손자 : 주도무(周道務)

## 참고 문헌
- 《수서》65권 열전 제30 주법상
- 《북사》76권 열전 제64 주법상